# 世界銀行集團
世界银行集團（英語：World Bank Group，縮寫）是一个包含有5个国际组织的集团，其总部在美国华盛顿特区。世界银行集团成立于二战末期（1944年），其最开始的使命是帮助在第二次世界大战中被破坏的国家的重建。今天它的任务是“终结极度贫困，促进共享繁荣”。世行集团通过向发展中国家提供低息贷款、无息信贷和赠款来资助这些国家克服穷困，各机构在减轻贫困和提高生活水平的使命中发挥独特的作用。截至2011年，世行集团提供的贷款累计超过5000亿美元。
世界銀行集團由5個機構組成，分別是：國際復興開發銀行，國際開發協會，國際金融公司，多邊投資擔保機構，國際投資爭端解決中心。其中，國際復興開發銀行與國際開發協會常被合稱為「世界银行」。然而「世界银行」一詞在非正式場合也被作為世界银行集团的簡称。
世界银行的工作经常受到以反全球化人士为主的非政府组织和学者的严厉批评。世行受到的指责包括，新殖民主义（比如受发达国家控制，为它们施行有利于自己的经济政策），新自由主义（有时不当的推进市场经济改革对发展中国家的经济反而造成破坏）。世界银行内部的权力结构是另一个批评的焦点。

## 历史
1944年7月，在美国新罕布什尔州召开联合国和盟国货币金融会议（称为“布雷顿森林会议”）通过了《联合国货币金融协议最后决议书》、《国际货币基金组织协定》和《国际复兴开发银行协定》两个附件，建立了两大国际金融机构即国际货币基金组织和世界银行。1946年6月25日世界银行开始商业化运行，1947年5月9日它批准了第一批贷款，向法国贷款2.5亿美元，转换为今天的价值这依然是世界银行提供的数额最大的一批贷款。
一开始世界银行的目的是出于战后重建的需要，帮助欧洲国家和日本在二战后的重建，此外它宣称应该辅助非洲、亚洲和拉丁美洲国家的经济发展。一开始世界银行的贷款主要集中于大规模的基础建设如高速公路、飞机场和發電廠等。日本和西欧国家“毕业”（达到一定的人均收入水平）、并在八十年代日本对美国经济构成严重挑战后世界银行完全集中于发展中国家。从1990年代初开始世界银行也开始向东欧国家和原苏联国家贷款，同时美国也成功的在这些国家中的大部分掀起民主化浪潮“颜色革命”。

## 结构

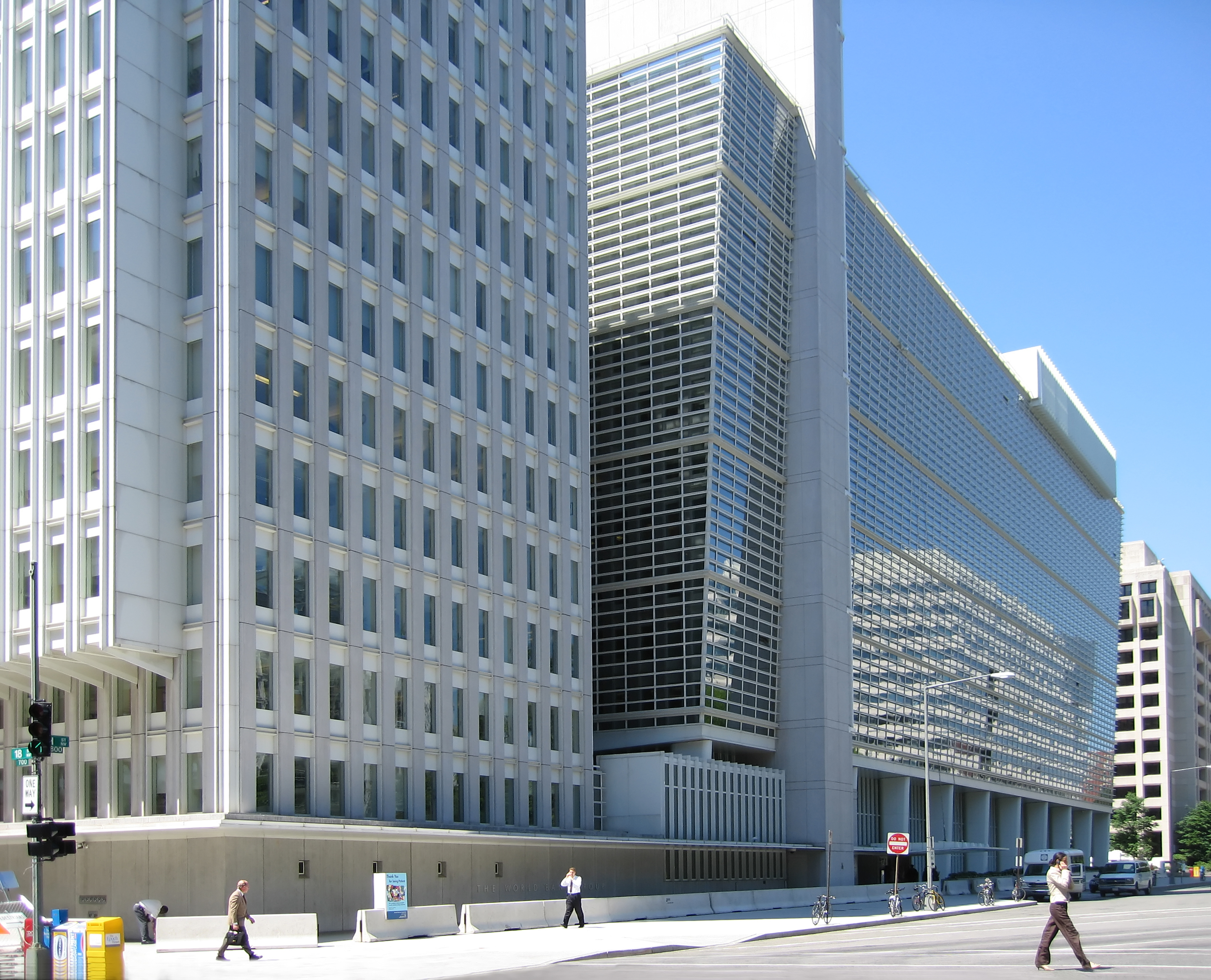
世界銀行總部大廈

IBRD与从1957年到1988年建立的4个其它机构一起组成世界银行集团，其总部在华盛顿哥伦比亚特区，它是一个非营利性的国际组织，其成员国拥有其所有权。
世界银行不是一般意义上的“银行”，它是联合国的专门机构之一，拥有189个成员国。但它的管理结构与联合国相差很大：每个世界银行集团的机构的拥有权在于其成员国政府，这些成员国的表决权按其所占股份的比例不同。每个成员国的表决权分两个部分：第一个部分是所有成员国相同的，第二个部分按每个成员国缴纳的会费而不同，因此虽然世界银行的大多数成员国是发展中国家，卻受主要发达国家控制。这个结构始终受到批评。批评家认为一个更民主的管理方式可以更加符合发展中国家的需要。2010年4月25日美国拥有15.85%的表决权，日本6.84%，中国4.42%,德国4.00%，英国和法国各3.75%。由于任何重要的决议必须由85%以上的表决权决定，美国一国可以否决任何改革。
国际货币基金组织与世界银行同是在布雷顿森林会议上决定成立的组织，但它与世界银行是两个不同的组织。

## 世界银行集团的机构
世界银行集团由5个机构构成：
- 国际复兴开发银行（IBRD），1944年成立，提供基于主权担保的债务融资；
- 国际金融公司（IFC），1956年成立，提供不需要主权担保多种形式的融资，主要针对私人企业；
- 国际开发协会（IDA），1960年成立，提供优惠的融资（无息贷款或补助金），经常需要主权担保；
- 多边投资担保机构（MIGA），1988年成立，于政府合作，减小投资风险；
- 国际投资争端解决中心（ICSID），1966年成立，提供针对特定风险的保险，包括政治风险，主要针对私人企业。

术语“世界银行”一般仅仅是指IBRD和IDA，而世界银行集团或WBG一般是指全部这5个组成机构。
世界银行学院是世界银行的能力开发部门，向成员国提供学习和其他能力建设培训。
一个政府可以自己决定它愿意成为哪些组织的成员。目前IBRD由188个联合国成员国，以及科索沃组成；其它机构有153到184个成员不等。世界银行集团的所有组织都由一个每年召开一次的理事会会议来领导。每个成员都指派一名理事，一般都是财政部长担任。世界银行集团的日常管理是由一个拥有25个执行理事的董事会领导。每个理事代表一个国家（重要的付钱国）或一组国家，拥有一定的权力。理事由该国或国家群任命。
世界银行集团的所有机构都遵从它们的协定条款，并以之为所有工作的法律和制度基础。世界银行也作为联合国全球环境基金（GEF）的执行机构。

## 成员国

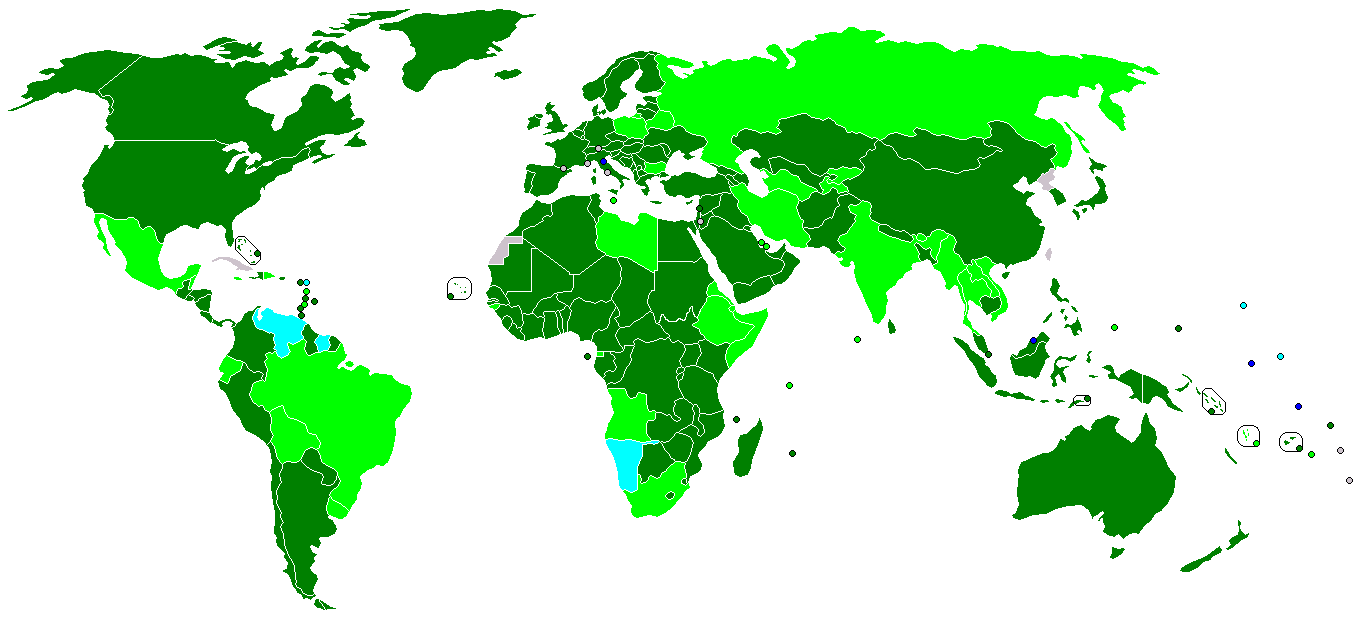
世界银行集团：
加入所有5个WBG机构的成员国
加入4个WBG机构的成员国
加入3个WBG机构的成员国
加入2个WBG机构的成员国
仅为IBRD成员

188个联合国成员和科索沃都是WBG成员，至少参加了IBRD。目前所有成员也参加了其他4个机构（IDA，IFC，MIGA，ICSID）中的某几个。
截至2016年5月，依据参加机构数目排列的WBG成员：
1. 仅参加了IBRD：无
2. 参加了IBRD和另一个机构：圣马力诺、瑙鲁、图瓦卢和文莱
3. 参加了IBRD和另两个机构：安提瓜和巴布达、苏里南、委內瑞拉、纳米比亚、马绍尔群岛和基里巴斯
4. 参加了IBRD和另三个机构：印度、墨西哥、伯利兹、牙买加、多明尼加共和國、巴西、玻利维亚、乌拉圭、厄瓜多尔、多米尼克、圣文森特和格林纳丁斯、几内亚比绍、赤道几内亚、安哥拉、南非、塞舌尔、利比亚、索马里、埃塞俄比亚、厄立特里亚、吉布提、巴林、卡塔尔、伊朗、马耳他、保加利亚、波兰、俄罗斯、白俄罗斯、吉尔吉斯斯坦、塔吉克斯坦、土库曼斯坦、泰国、老挝、越南、帕劳、汤加、瓦努阿图、马尔代夫、不丹和缅甸
5. 参加了WBG的全部5个机构：剩下的138个WBG成员

迄今仍未加入的5个联合国成员国：安道尔、古巴、列支敦斯登、摩纳哥和朝鲜。
- 阿富汗
- 阿尔巴尼亚
- 阿尔及利亚
- 安哥拉
- 安地卡及巴布達
- 阿根廷
- 亞美尼亞
- 奥地利
- 巴哈马
- 巴林
- 白俄羅斯
- 比利时
- 不丹
- 玻利维亚
- 巴西
- 保加利亚
- 布吉納法索
- 柬埔寨
- 喀麦隆
- 加拿大
- 中非
- 智利
- 哥伦比亚
- 刚果民主共和国
- 刚果共和国
- 賽普勒斯
- 捷克
- 丹麦
- 多米尼克
- 东帝汶
- 埃及
- 薩爾瓦多
- 赤道几内亚
- 爱沙尼亚
- 衣索比亞
- 斐济
- 芬兰
- 法國
- 加彭
- 德国
- 希腊
- 格瑞那達
- 几内亚
- 海地
- 匈牙利
- 冰島
- 印度
- 印度尼西亞
- 伊朗
- 伊拉克
- 愛爾蘭
- 以色列
- 義大利
- 牙买加
- 日本
- 约旦
- 基里巴斯
- 科索沃
- 科威特
- 拉脫維亞
- 黎巴嫩
- 賴索托
- 利比里亚
- 利比亞
- 立陶宛
- 盧森堡
- 马达加斯加
- 马拉维
- 马来西亚
- 馬爾地夫
- 馬爾他
- 马绍尔群岛
- 毛里塔尼亚
- 模里西斯
- 墨西哥
- 密克羅尼西亞聯邦
- 摩尔多瓦
- 蒙古国
- 蒙特內哥羅
- 摩洛哥
- 莫桑比克
- 緬甸
- 纳米比亚
- 瑙鲁
- 尼泊尔
- 荷蘭
- 新西兰
- 尼加拉瓜
- 尼日尔
- 奈及利亞
- 北馬其頓
- 挪威
- 阿曼
- 巴基斯坦
- 帛琉
- 巴拿马
- 巴拉圭
- 中华人民共和国
- 秘魯
- 菲律賓
- 波蘭
- 葡萄牙
- 羅馬尼亞
- 俄羅斯
- 卢旺达
- 圣基茨和尼维斯
- 圣卢西亚
- 萨摩亚
- 圣马力诺
- 聖多美和普林西比
- 沙烏地阿拉伯
- 塞内加尔
- 塞爾維亞
- 塞舌尔
- 新加坡
- 斯洛伐克
- 斯洛維尼亞
- 所罗门群岛
- 南非
- 南蘇丹
- 西班牙
- 斯里蘭卡
- 苏丹
- 苏里南
- 瑞典
- 瑞士
- 叙利亚
- 坦桑尼亚
- 泰國
- 多哥
- 千里達及托巴哥
- 突尼西亞
- 土耳其
- 乌干达
- 乌克兰
- 阿联酋
- 英国
- 美国
- 乌拉圭
- 委內瑞拉
- 越南
- 葉門
- 尚比亞
- 辛巴威

## 行长
由於美國是世界銀行的最大股东，所以世界银行的行长，又称“总裁”（President of World Bank）一向都是一个美国人，而国际货币基金组织的总裁是一个欧洲联盟的人。世界银行行长同时也是世界银行集团总裁，也是集团其它四个组织的总裁。2007年5月30日，美国总统乔治·W·布什提名曾任美国贸易代表和美国常务副国务卿的罗伯特·佐利克担任世界银行行长，以接替因利用職權替女友升職而辞职的前任保罗·沃尔福威茨。2007年6月26日，世行董事会批准了该提名。
2012年4月16日，世界銀行宣布任命在韓國出生的美國公民金墉為下一任行長，任期五年。
2019年4月5日， 大卫·马尔帕斯 （页面存档备份，存于）成为世界银行集团第十三任行长。

## 财政
世界银行向政府或公共企业贷款，不过一个政府（或“主权”）必须保证贷款的偿还。贷款的基金主要来自发行世界银行债券。这些债券的信用被列为AAA级（最高级）并且依靠成员国的分享资本来支持它们，同时要求借款人有主权的保证。由于世界银行的信用非常高，它可以以非常低的利率贷款。由于大多数发展中国家的信用比这个贷款的信用低得多，即使世界银行向受贷人提取约1%的管理费，世界银行向这些国家的贷款对这些国家来说还是非常有吸引力的。
除此之外世界银行集团的国际开发协会向最穷的国家（一般人均年收入少于500美元）提供“软”的贷款，贷款期为约30年，不收利润。国际开发协会的基金直接来自成员国的贡献。

## 目标
世界银行向发展中国家提供长期贷款和技术协助来帮助这些国家实现它们的反贫穷政策。世界银行的贷款被用在非常广泛的领域中，从对医疗和教育系统的改革到诸如堤坝、公路和国家公园等环境和基础设施的建设。除财政帮助外世界银行还在所有的经济发展方面提供顾问和技术协助。
1996年詹姆斯·沃尔芬森当任总裁以来世界银行将其重点集中在反贪污运动上。有人认为这个做法违反了世界银行协议第10节第10款中规定的“非政治性”。不过世界银行在社会经济学的名义下曾多次涉及到国家改革以致于选举的活动。
近年来世界银行开始放弃它一直追求的经济发展而更加集中于减轻贫穷。它也开始更重视支持小型地区性的企业，它意识到干净的水、教育和可持续发展对经济发展是非常关键的，并开始在这些项目中投巨资。作为对批评的反应世界银行采纳了许多环境和社会保护政策来保证其项目在受贷国内不造成对当地人或人群的损害。虽然如此非政府组织依然经常谴责世界银行集团的项目带来环境和社会的破坏以及未达到它们原来的目的。
私营部门发展是世界银行的一个战略，其目的是推助发展中国家的私营化。世界银行的所有其它战略都必须与这个战略相协调。

## 自我估价
世界银行的业务估计局在整个组织中起一个非常重要的检查和平衡作用。它是世界银行内部的一个独立的机构，它的估计报告直接提交给银行的董事会。业务估计局的任务是从实践中吸取经验作为评价银行工作的客观估计和评价其业务的价值。

## 批评

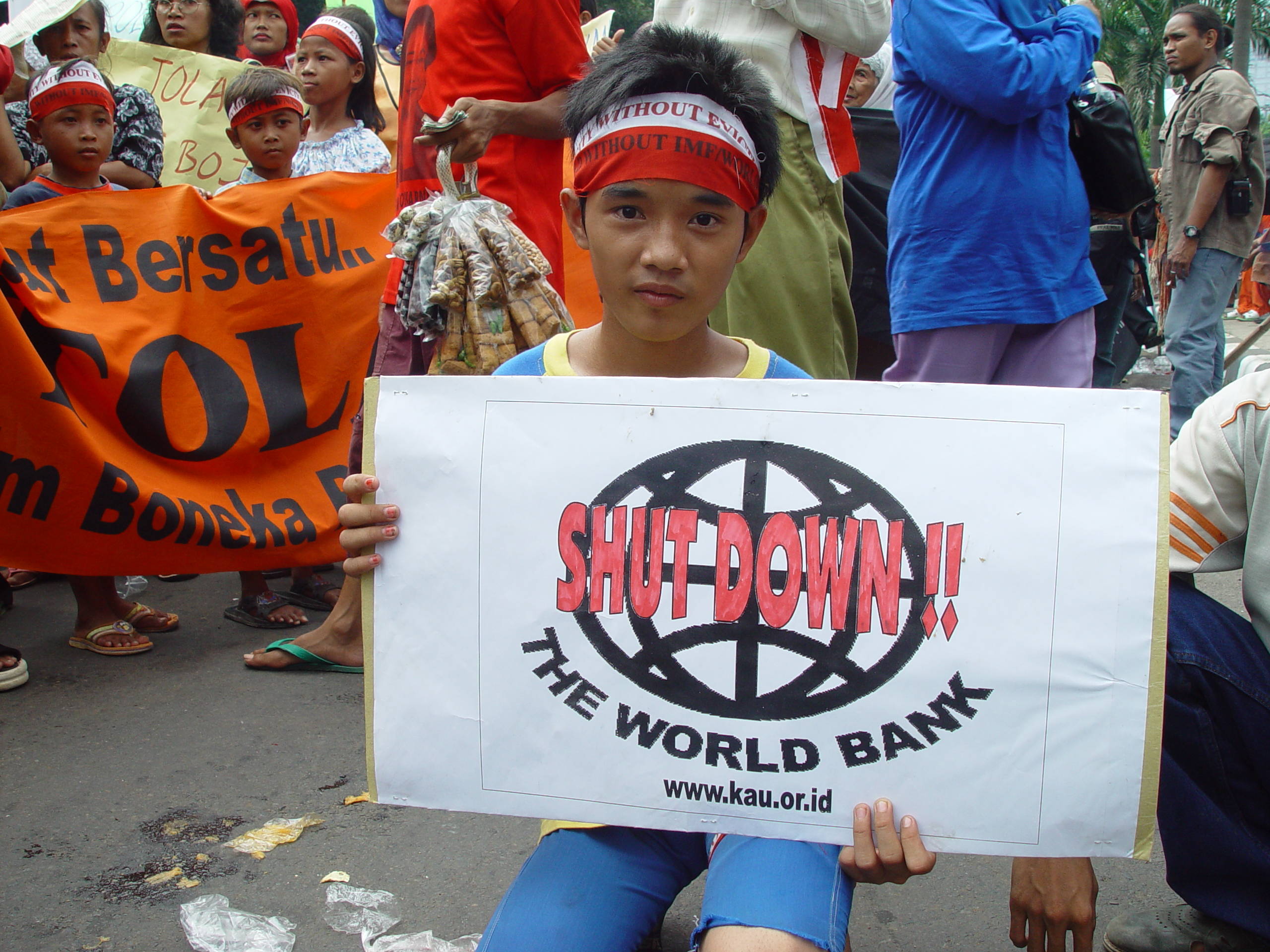
一群印尼雅加達民眾遊行抗議世界銀行失败的人口迁移方案

虽然全世界许多贫穷的政府依靠世界银行来资助它们的发展计划，世界银行常常受到大公司“新殖民主义”全球化的反对者的批评。这些反全球化人士也是世界银行最主要的批评者，他们批评世界银行使用各种结构性调整措施削弱受贷国家政府的主权、追求经济自由主义和削弱国家的作用。
一个总的批评是世界银行在政治上受到一些国家（尤其是美国）的影响，因此其政策往往趋向这些国家的利益。
另一个批评是世界银行的宗旨是新自由主义，其原则是相信市场是唯一可以为一个国家带来财富的机能。一个国家只有在实行自由市场竞争才能昌盛。但是在有军事冲突的国家中（内战或外战）或在长期被压迫的国家（独裁或殖民主义）以及在政治不稳定和不民主的国家中新自由主义的原则和改革不起作用。在这些情况下世界银行偏向引入外国企业从而摧毁当地的经济系统的发展。
另一方面，自由主义者批评世界银行完全是一个政治组织。他们认为世界银行不相信市场调节经济的能力，而是一个国家拥有、调整国际经济的工具，其目的是来掩盖这些国家的政策对世界经济的控制。
尽管世行集团对艾滋病的防治推动很大，但仍受到不少批评。

## 社会和环境问题
从1972年到1989年世界银行自己不做环境保护的估计年代初一个小的环保部门只向借贷国寄送一张表格，后来寄送更加详细的文件和分析建议。
在这段时间裡，尤其印度尼西亚的人口迁移方案反应出了世界银行不能正确地考虑其项目的社会环境及其后果。

## 外部連結
- 世界銀行集團 （页面存档备份，存于）
- IBRD main page （页面存档备份，存于）
- IDA main page （页面存档备份，存于）
- Access to Information page （页面存档备份，存于）